# Дарко Чурлинов
Дарко Чурлинов (на македонска литературна норма: Дарко Чурлинов) е футболист от Северна Македония, който играе като полузащитник за Ягелония.

## Кариера
Чурлинов е роден и израснал в Скопие, Република Македония, където започва да играе футбол с местния ФК Форца. Впоследствие той преминава през младежките редици на Работнички и Вардар до 14-годишна възраст. След това се премества в Германия и се присъединява към школата на Ханза Рощок, където неговият приятел и колега Димитър Митровски вече играе в младежките отбори. Митровски е моли клубните служители да подпишат Чурлинов, тъй като би искал да има колега македонец за съотборник.
На 8 януари 2020 г. Чурлинов преминава в Щутгарт.